# Église de l'Assomption de Mazerolles-du-Razès
L'église de l'Assomption de Mazerolles-du-Razès est une église située en France sur la commune de Mazerolles-du-Razès, dans le département de l'Aude en région Occitanie.
Le Clocher-mur et le portail ont été inscrits au titre des monuments historiques en 1948.

## Localisation
L'église est située sur la commune de Mazerolles-du-Razès, dans le département français de l'Aude.

## Historique
Cette église date du XIVe siècle.
L'édifice est inscrit au titre des monuments historiques en 1948, pour son clocher-mur et son portail.